# Le Chemin (album)
Le Chemin è il secondo album del gruppo rock francese Kyo. È stato pubblicato nel 2002.

## Formazione
- Florian Dubos "Flo" - chitarra
- Benoit Poher "Ben" - voce
- Nicolas Chassagne "Niko" - chitarra
- Fabien Dubos "Fab" - batteria

## Tracce
1. Le chemin – 3:29
2. Je cours – 3:01
3. Dernière danse – 3:48
4. Tout envoyer en l'air – 3:11
5. Chaque seconde – 3:48
6. Comment te dire – 4:43
7. Je saigne encore – 3:53
8. Je te vends mon âme – 3:29
9. Pardonné – 3:34
10. Sur nos lèvres – 4:02
11. Tout reste à faire – 4:56